# Elecciones regionales de Venezuela de 2021
Las elecciones regionales de Venezuela de 2021 se realizaron el 21 de noviembre de 2021. En los comicios se renovaron todos los cargos ejecutivos y legislativos de las 23 entidades federales así como el de los 335 municipios del país.
La Asamblea Nacional de Venezuela de mayoría oficialista derogó la Ley de Regularización de los Poderes Estatales y Municipales, permitiendo la convocatoria de elecciones conjuntas de gobernadores y alcaldes el mismo año. Posteriormente fueron designados nuevos rectores del Consejo Nacional Electoral (CNE), quedando conformado por una mayoría de miembros de posición oficialista. El censo poblacional del Instituto Nacional de Estadísticas (INE) y aprobado por la Asamblea, que influye en el rediseño de las circunscripciones electorales, no tomó en cuenta los movimientos migratorios del país en los últimos años. El CNE ratificó que el voto indígena para los comicios sería en segundo grado, lo que significa que al igual que en las elecciones parlamentarias de 2020, los miembros de las comunidades indígenas no podrán elegir directamente al candidato de su preferencia, sino que deberán escoger a un delegado a través de «asambleas populares», que son quienes emitirán el voto.
El 8 de agosto el Partido Socialista Unido de Venezuela (PSUV) realizó elecciones primarias para escoger a sus candidatos para los comicios regionales, durante cuya campaña se evidenciaron importantes fracturas y diferencias internas en el oficialismo, y políticos como Elías Jaua y Francisco Arias Cárdenas fueron excluidos del proceso. Durante sus comicios tuvieron lugar irregularidades y hechos de violencia en estados como Barinas y Zulia. El vicepresidente del PSUV, Diosdado Cabello, aseguró que el hecho de que alguien ganara las primarias del partido no significaba que fuera el candidato para las elecciones.
A pesar de oponerse inicialmente a la participación en las elecciones, el 31 de agosto la oposición, bajo la coalición de la Plataforma Unitaria, anunció su intención de participar en los comicios y postuló candidatos bajo la tarjeta de la Mesa de la Unidad Democrática, después de tres años sin haberlo hecho, aunque considerando que «no serán unas elecciones justas ni convencionales».
En el día de las elecciones se reportó violencia en el estado Zulia, incluyendo en un centro electoral en contra del cual dispararon colectivos motorizados; una persona falleció y otras resultaron heridas. La Oficina del Alto Comisionado de las Naciones Unidas para los Derechos Humanos expresó su preocupación por las denuncias. Los resultados anunciados mostraron que el PSUV ganó las gobernaciones de al menos 18 de las 23 estados. La participación anunciada fue de 42.2%. La Misión de Observación Electoral de la Unión Europea determinó que las elecciones se vieron marcadas por falta de independencia judicial y del Estado de derecho, inhabilitaciones políticas arbitrarias y el uso de recursos públicos para la campaña, a pesar de tener un árbitro electoral más balanceado y de mejoras comparado a elecciones anteriores.
Después de que el político Adolfo Superlano interpusiera un recurso ante el Tribunal Supremo de Justicia (TSJ), el TSJ suspendió la totalización de votos y la proclamación del gobernador en el estado Barinas cuando las proyecciones del CNE favorecían al candidato opositor Freddy Superlano. El TSJ inhabilitó a Superlano y ordenó que las elecciones se repitieran el 9 de enero.

## Antecedentes

### Convocatoria
El artículo 2 de la Ley de Regularización de los Períodos Constitucionales y Legales de los Poderes Públicos Estadales y Municipales, aprobada en 2010, establece que el Consejo Nacional Electoral convoque y efectúe conjuntamente tanto las elecciones de gobernadores y legisladores de los consejos estadales, distritales y metropolitanos, como las elecciones de alcaldes y concejales municipales.
En enero de 2021, el diputado electo en diciembre Timoteo Zambrano, de Cambiemos, planteó la realización de megaelecciones y propuso la reforma de la Ley Orgánica de Procesos Electorales (LOPRE) para aumentar los cargos a elegir en los legislativos estadales y municipales. El 25 de febrero, la Asamblea Nacional oficialista electa en diciembre aprobó en primera discusión la «Ley Derogatoria de la Ley de Regularización de los Períodos Constitucionales y Legales de los Poderes Públicos Estadales y Municipales», lo cual le permitiría al CNE la organización de elecciones de gobernadores, alcaldes, consejos legislativos estadales y concejos municipales de forma conjunta. El diputado oficialista Ricardo Sánchez aseguró que la ley derogatoria fue el resultado «de largas conversaciones» y negociaciones entre fuerzas políticas.

### Postulaciones a rectores del CNE
El 24 de febrero de 2021 el Comité de Postulaciones Electorales (CPE) de la Asamblea Nacional aprobó el baremo con el cual se evaluaría a los candidatos a rectores del Concejo Nacional Electoral (CNE). Más adelante el CPE abrió un proceso de convocatoria y de evaluación de postulados a rectores del ente electoral, como establece la Ley Orgánica del Poder Electoral, y se realizaron entre el 12 de febrero y el 10 de marzo.
En sesión ordinaria del 16 de marzo, la Asamblea Nacional de Nicolás Maduro aprobó un «exhorto» al CPE para extender el periodo de postulaciones; el CPE extendió la convocatoria por otros 14 días, un lapso especial no establecido en la Ley Orgánica Electoral.
La asociación civil Súmate denunció que de los 75 candidatos a rectores al CNE que superaron la primera fase de evaluación del comité de postulaciones de la Asamblea, 40 son militantes inscritos en el Partido Socialista Unido de Venezuela (PSUV), un 53,3% del total, y que son aspirantes que incumplen con el requisito previsto en la Constitución de no tener militancia partidista. En un comunicado, Súmate declaró que:

considera lamentable lo observado, aunque no le resulta extraño debido que el Comité de Postulaciones Electorales fue conformado contrario al valor superior de la pluralidad exigido por los artículos 2 y 295 de la Constitución de la República y 22 de la Ley del Poder Electoral, ya que 15 de sus 21 integrantes son militantes del PSUV o tienen una relación de subordinación laboral con organismos del gobierno nacional

Súmate exhortó a los integrantes del comité de postulaciones asegurarse de que en la lista definitiva de candidatos entregada a la plenaria de diputados de la Asamblea Nacional estén únicamente quienes cumplan con los requisitos constitucionales. Diversas organizaciones de la sociedad civil evaluaron presentar objeciones contra las candidaturas que consideraron viciadas.
El 4 de mayo de 2021 la Asamblea Nacional electa en 2020 juramentó a los candidatos elegidos a rectores principales y sus respectivos suplentes para conformar el Consejo Nacional Electoral, que estará en funciones por un período de siete años. Quedando conformado por tres rectores de posición oficialista: Pedro Calzadilla, Tania D’Amelio, Alexis Corredor y dos rectores postulados por la sociedad civil: Enrique Márquez y Roberto Picón.

### Primarias del Partido Socialista Unido de Venezuela
El 3 de junio de 2021, el exministro de educación, Elías Jaua, declaró que la Dirección Nacional del Partido Socialista Unido de Venezuela (PSUV), el más grande dentro de la coalición oficialista Gran Polo Patriótico Simón Bolívar, no le permitió participar en las elecciones internas de la organización informó que por la misma razón no figuraría entre las postulaciones para la elección de los candidatos.
Durante las elecciones primarias del PSUV se evidenciaron importantes fracturas y diferencias internas en el oficialismo. En el estado Zulia, el exgobernador Francisco Arias Cárdenas desafió al para ese entonces gobernador oficialista Omar Prieto, a pesar de haber sido excluido del proceso. El 9 de julio, en el complejo de la Misión Vivienda Ciudad Tavacare en el estado Barinas, se registraron enfrentamientos violentos entre facciones del oficialismo que se disputan la candidatura regional del partido. Seguidores del precandidato Hugo Chávez Terán, sobrino de Argenis y del expresidente Hugo Chávez, denunciaron que fueron atacados colectivos liderados por Alexis Mendoza, presuntamente vinculado a Argenis Chávez, gobernador para entonces y candidato a la reelección. Se publicaron videos en redes sociales de los simpatizantes enfrentándose a puñetazos e incluso disparos al frente del Destacamento 331 de la Guardia Nacional Bolivariana.
El 11 de julio, durante un acto de campaña con seguidores, el precandidato a la gobernación del estado Carabobo, José Vielma Mora, le reclamó a Rafael Lacava, para ese entonces gobernador oficialista, que cambiara los «ojos de Chávez» por un murciélago, imagen con la que Lacava había identificado su gestión durante los últimos cuatro años y ha sido pintada en paredes, túneles, autobuses, patrullas policiales, y en general, se encuentra presente en todo Carabobo como símbolo de Lacava. En agosto, el vicepresidente del PSUV, Diosdado Cabello, aseguró que el hecho de que alguien ganara las primarias del partido no significa que fuera el candidato para las elecciones, expresando: «Debemos recordar que ganar las primarias no significa que sea el candidato. Nos estamos preparando para ganar el 21 de noviembre, lo más importante es la revolución antes que un candidato o candidata».
El 8 de agosto de 2021, el PSUV realizó por primera vez primarias abiertas para elegir a los candidatos a alcaldes y gobernadores en las regionales de 2021. Las primarias chavistas estuvieron plagadas de diversas irregularidades, e incluso situaciones de violencia, además de un profundo descontento entre las bases del partido gobernante. Días después de los comicios internos, la dirección del PSUV irrespetó los resultados electorales, y declaró ganadores de la nominación a cinco candidatos que, o no habían ganado, o directamente no habían participado en la elección.
Tras ser derrotados, Erika Farías, alcaldesa del municipio Libertador del Distrito Capital, y Rodolfo Marco Torres, gobernador de Aragua, renunciaron a sus cargos, antes de que fueran electos sus sucesores.

### Precedentes de campaña
En junio, el rector del Consejo Nacional Electoral (CNE) y presidente de la Comisión de Participación Política y Financiamiento (COPAFI), Enrique Márquez, solicitó abrir un procedimiento a Venezolana de Televisión (VTV) y a medios públicos por beneficiar a candidatos. Márquez declaró que «toda nuestra legislación electoral prohíbe expresamente a los funcionarios y entes públicos actuar a favor de parcialidad política alguna, y el uso, para tales fines, de los recursos y bienes públicos colocados bajo su responsabilidad» y que VTV «se ha ocupado de promocionar al PSUV y su proceso candidatural interno, de manera absolutamente parcializada», citando como «caso grave e ilustrativo es el programa semanal Con el Mazo Dando, en el cual su conductor, Dip. Diosdado Cabello, dedicó buena parte de la transmisión del 2 de junio, no sólo a detallar el proceso interno de su partido político, sino a abogar por candidaturas específicas».
Según con la organización no gubernamental Súmate, entre el 25 de enero al 14 de septiembre de 2021 Nicolás Maduro realizó 18 alocuciones para promover al PSUV, las cuales suman quince horas de proselitismo político a través del canal del Estado Venezolana de Televisión. De acuerdo con Súmate, la irregularidad se exacerbó a partir de las elecciones primarias para elegir a los candidatos.
El 24 de agosto, los líderes de la tarjeta de la Mesa de la Unidad Democrática (MUD), Ramón José Medina y José Luis Cartaya, anunciaron su renuncia como presidente y secretario general de la organización ante la indecisión sobre la participación en las elecciones y el retraso de sus partidos miembros para decidir sobre las postulaciones. La renuncia tuvo lugar apenas a cinco días de finalizar el período de postulaciones fijado por el CNE.
El 31 de agosto la Plataforma Unitaria, conformada por los principales partidos opositores de Venezuela, anunciaron que participarían en las elecciones, participando después de tres años y llamados a la abstención por falta de garantías, a pesar de considerar que «no serán unas elecciones justas ni convencionales». Nicolás Maduro felicitó el anuncio. David Smolansky, comisionado de la Organización de Estados Americanos para la crisis de refugiados y migrantes venezolanos y político opositor, cuestionó la decisión, declarando que «No votar en dictadura también es un derecho».
El exgobernador del estado Sucre por doce años, político del partido Movimiento al Socialismo y ex partidario de Chávez, Ramón Martínez, regresó a Venezuela del exilio para participar en las elecciones como candidato por la gobernación de Sucre. Ante su llegada, Martínez fue detenido el 10 de junio en Ospino, estado Portuguesa, siendo acusado de «usurpación de identidad, terrorismo, corrupción y tráfico de armas». Su detención causó una manifestación de seguidores en Río Caribe, municipio Arismendi de Sucre, donde aún tiene una base de respaldo, exigiendo su liberación.

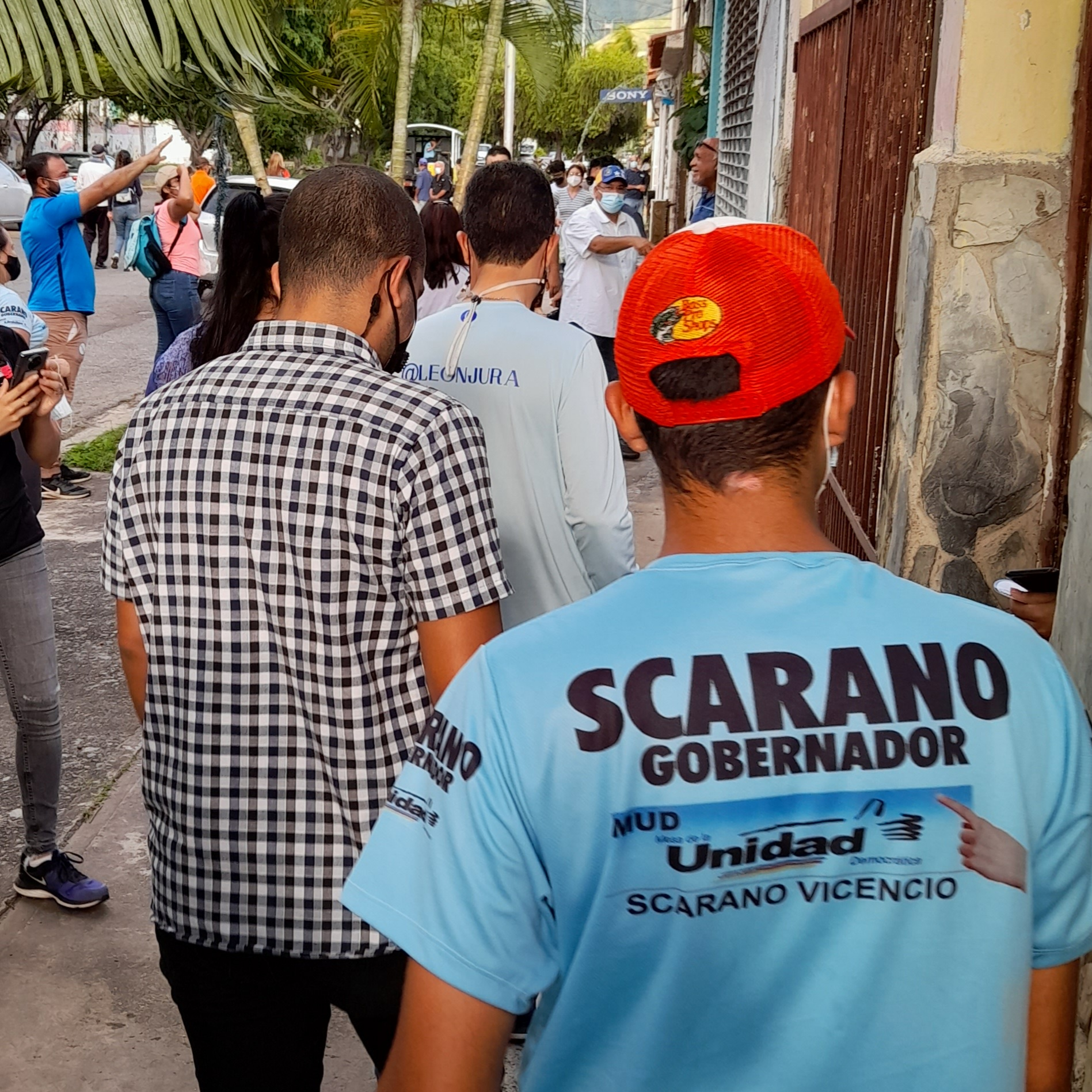
Evento de precampaña de la Plataforma Unitaria en San Diego, Carabobo, en septiembre de 2021.

Américo de Grazia, diputado por el estado Bolívar y militante de la Causa R, mostró su intención de participar en las elecciones y volvió al país del exilio en junio. Durante sus primeras horas en el país se reunió con José Bernabé Gutiérrez, impuesto por el Tribunal Supremo de Justicia (TSJ) como presidente ad hoc de Acción Democrática. De Grazia declaró durante una entrevista en VPItv que renunciaría públicamente a su candidatura en el estado Bolívar si se presentaba una propuesta mejor a la tomada por la oposición. Con el inicio de las negociaciones entre el gobierno y la oposición en agosto, otros dirigentes opositores también regresaron, incluyendo a Enzo Scarano, Juan Miguel Matheus, José Manuel Olivares y Tomás Guanipa.
El 6 de septiembre, durante un acto de campaña, el candidato del PSUV en el estado Trujillo, Gerardo Márquez, amenazó a opositores, diciendo «Tienen que ayudarme (...) donde haya un escuálido [opositor] tenemos que sacarlo a coñazos [golpes] de las instituciones». Sus acompañantes, partidarios y simpatizantes del PSUV, lo aplaudieron. El abogado Joel García se refirió al suceso en redes sociales e hizo un llamado de atención al Ministerio Público, citando la Ley contra el Odio aprobada por la Asamblea Nacional Constituyente de 2017.

### Misión Exploratoria de la Unión Europea
En julio, una delegación de funcionarios del Servicio Europeo de Acción Exterior visitó Venezuela para evaluar la factibilidad de desplegar a observadores electorales y redactó un informe interno, concluyendo que las condiciones mínimas para la observación electoral no se habían cumplido para ese momento, citando numerosas violaciones de derechos humanos y restricciones a libertades, aunque agrega que las autoridades venezolanas habían insinuado que esto podía cambiar mediante negociación política. El informe alertaba de que era probable el despliegue de una misión de la Unión Europea (UE) tuviera un impacto adverso en la reputación y credibilidad de la UE, que indirectamente podía legitimar el proceso electoral en el país y que la decisión podía ser contraria a la línea política de la Unión Europea.
Josep Borrell, el Alto representante de la Unión Europea para Asuntos Exteriores, anunció en septiembre la decisión de enviar observadores para los comicios, ignorando el consejo del personal del Servicio Exterior.

### Agresiones y detenciones
El 3 de septiembre, el candidato para la alcaldía del municipio Arismendi en el estado Barinas por el partido Primero Justicia, Harold Maldonado, fue amenazado de muerte y agredido por miembros guerrilleros de las Fuerzas Bolivarianas de Liberación (FBL), exigiéndole que retirara su candidatura para favorecer al candidato del PSUV, Misael Moreno.
El 25 de septiembre Carlos Chancellor, el candidato por el Movimiento Ecológico a la alcaldía de Caroní, en el estado Bolívar, fue detenido mientras realizaba un acto de campaña electoral en el centro de San Félix. La detención se produjo como respuesta a una orden de arresto de 2006 que no había sido desincorporada del Sistema de Investigación e Información Policial (Siipol); en 2005 a Chancellor había sido sentenciado cinco años de cárcel por oponerse al gobierno de Hugo Chávez, y para la fecha de su arresto en 2021 había una sentencia de un tribunal de Puerto Ordaz para dejar sin efecto las órdenes de arresto a su nombre. Chancellor fue liberado después de permanecer detenido por cuatro horas.
El 3 de octubre, fue agredido un locutor radial por parte del candidato a la alcaldía del Municipio Simón Rodríguez del partido Primero Venezuela, Ernesto Paraqueima, y sus dos hermanos, en las inmediaciones de un autolavado de la ciudad de El Tigre. El locutor había reclamado a Paraqueima sobre un artículo de opinión en la que se habló mal de su persona.

### Misión Electoral de la Unión Europea
El 29 de septiembre de 2021, el Alto representante de la Unión Europea para Asuntos Exteriores, Josep Borrell, anunció que se llegó a un acuerdo con el Consejo Nacional Electoral (CNE) para enviar una misión electoral observadora de la UE para las elecciones regionales en Venezuela. Borrell destacó que «se llevará a cabo un proceso electoral sin precedentes, con la concurrencia de la mayoría de las fuerzas políticas por primera vez en los últimos años». Esta sería la primera vez que la Unión Europea envía una misión observadora a Venezuela desde las elecciones presidenciales de 2006. Al frente de la misión se posicionó la eurodiputada del Partido Socialista de Portugal, Isabel Santos. Los senadores estadounidenses Marco Rubio y Jim Risch expresaron su preocupación ante la decisión, declarando que la misión de observación le otorgaría credibilidad internacional a Nicolás Maduro.
La misión de la UE estará integrada por 11 expertos electorales que arribarán a Caracas, la capital, en octubre, a quienes luego se les unirán 62 expertos más quienes observarán la elección en el resto del país. La delegación permanecerá hasta el final del proceso electoral en noviembre, y redactarán un informe detallando las apreciaciones de la delegación sobre el desarrollo de las regionales, y además con recomendaciones a futuro para próximas elecciones. El 30 de septiembre, el CNE aprobó por unanimidad establecer de manera «excepcional» el regreso de la figura de la observación internacional para los comicios.
En octubre Josep Borrell defendió la decisión, declarando que la presencia de la misión era una garantía para la oposición y sosteniendo que lo que legitimaría o deslegitimaría las elecciones sería el informe realizado por la misión. Como respuesta, el gobierno venezolano condenó las declaraciones, rechazando una misión de observación «con las características descritas por Borrell»; la cancillería venezolana afirmó que el gobierno «no aceptará injerencismo alguno». El presidente del CNE, Pedro Calzadilla, le exigió disculpas a Borrell ante la declaración, diciendo «El señor Borrell no solo ha dicho que ellos vienen a apoyar una fracción política, sino también que la legitimidad de estas elecciones depende del informe que ellos emitan» y afirmando que violaba el acuerdo administrativo firmado con la Unión Europea. Posteriormente, un portavoz del servicio diplomático de la Unión Europea informó que no interferirán en el desarrollo de los comicios y que la misión electoral «tiene como objetivo evaluar de manera independiente, neutral e imparcial en qué medida el proceso electoral respeta las obligaciones y compromisos internacionales, regionales y nacionales sobre la conducción de elecciones democráticas suscritas por Venezuela». El 18 de octubre el CNE dio por superado el impasse con el organismo internacional, al mismo tiempo que se informó que el 28 de octubre se desplegarán 46 observadores de la Misión de Observación Electoral de la Unión Europea (MOE - UE) en el territorio nacional.
El vicepresidente del Partido Socialista Unido de Venezuela, Diosdado Cabello criticó la presencia de los observadores de la Unión Europea y pidió a los simpatizantes del partido desconfiar de los resultados que provengan de la misión de observación electoral.
El Partido Popular Europeo (PPE) anunció el 9 de noviembre que no formaría parte de la Misión de Observación Electoral de la Unión Europea, siendo la primera vez que el PPE no participa en una misión de observación. La eurodiputada Dolors Montserrat declaró que «el demoledor informe elaborado por el Servicio Europeo de Acción Exterior tras una visita exploratoria a Venezuela, confirma nuestra posición contraria a esta misión».

### Simulacro electoral
Durante el simulacro electoral el 10 de octubre se denunció la presencia de "puntos rojos" y poco distanciamiento social. La organización no gubernamental Súmate encontró las mismas irregularidades que se han presentado en años anteriores, incluyendo la presencia de "puntos rojos" y el uso del carnet de la patria en mayoría de los centros de votación.

## Sistema electoral
El 20 de mayo el Concejo Nacional Electoral aprobó las «Normas Especiales del Sistema Electoral» para la elección de los legisladores a los concejos legislativos y concejos municipales, las cuales establecen que el 60% de los cargos a elegir serán escogidos por representación proporcional, y el 40% de forma nominal, de acuerdo con la sentencia N° 68 emanada de la Sala Constitucional del Tribunal Supremo de Justicia (TSJ) el 5 de junio de 2020. De acuerdo con el ente electoral, bajo esta modalidad el 60 % de los nuevos legisladores regionales y concejales serán elegidos tomando en cuenta el porcentaje de votos que hayan obtenido sus organizaciones políticas en sus estados. El profesor José Ignacio Hernández consideró «muy grave» que la nueva directiva del CNE haya dictado de manera unánime las normas electorales en ejecución de la sentencia del TSJ, la cual modificó la legislación electoral ilegítimamente, y aseguró que la decisión afectaba las condiciones de integridad electoral.
El 25 de mayo la Asamblea Nacional aprobó en sesión ordinaria la proyección poblacional en Venezuela de 33.192.835 habitantes presentada por el Instituto Nacional de Estadísticas (INE), al 30 de noviembre del año 2021. Esta cifra no toma en cuenta los movimientos migratorios que se han registrado en el país en los últimos años y cuyo impacto obligaría al rediseño de las circunscripciones electorales. La estimación será utilizada por el organismo electoral para diseñar y aprobar las circunscripciones para la elección legislativa regional y municipal, además de cuáles serán plurinominales o nominales. El CNE ratificó que el voto indígena para los comicios sería en segundo grado, lo que significa que al igual que en las elecciones parlamentarias de 2020, los miembros de las comunidades indígenas del país no podrán elegir directamente al candidato de su preferencia, sino que deberán escoger a un delegado a través de «asambleas populares», que son quienes emitirán el voto.
Maduro prometió que después de los comicios eliminaría la figura paralela de los «protectores estatales», cargos paralelos a los gobernadores de los estados designados por el partido de gobierno en regiones con mandatarios opositores. Enrique Márquez, vicepresidente del CNE, saludó la promesa.
El CNE contabilizó a 111 partidos políticos habilitados para participar, de los cuales 34 son partidos políticos de carácter nacional y 52 de carácter regional, así como también, 6 partidos políticos indígenas de carácter nacional y 18 de carácter regional. Posteriormente, fueron habilitados veinte partidos políticos más, de los cuales 8 son nacionales y 12 son regionales. Entre la lista de los partidos habilitados para participar, se encuentra la Mesa de la Unidad Democrática, que había sido inhabilitada por decisión del Tribunal Supremo de Justicia en el año 2018, además de los partidos Convergencia y Movimiento por Venezuela. El 5  de octubre el CNE anunció la creación de una comisión especial para la atención de Personas con Discapacidad, quien será presidida por la rectora Tania D'Amelio y cuyo fin será de atender a la población con discapacidad de tipo motora, auditiva, visual, intelectual, múltiple y otras necesidades especiales certificadas por el Consejo Nacional para Personas con Discapacidad (CONAPDIS).
El 19 de octubre, el CNE aprobó la Normativa Específica sobre Campaña y Propaganda Electoral para las Elecciones Regionales y Municipales del 21 de noviembre, elaborado con el fin de regular las actividades de campaña de los candidatos, partidos políticos y organizaciones indígenas participantes en los comicios.

## Cronograma electoral
El 11 de mayo el presidente del CNE, Pedro Calzadilla, declaró en rueda de prensa la convocatoria a elecciones conjuntas de gobernadores, alcaldes, legisladores de los consejos legislativos y concejales, sin precisar un fecha fija. Para ello el directorio del Poder Electoral se declaró en sesión permanente y se le solicitó a la Junta Nacional Electoral (JNE) proponer un cronograma electoral para ser discutido y aprobado por las autoridades comiciales y presentarlo al país junto con la fecha de la elección en los próximos días.
El 13 de mayo la directiva del CNE anunció en rueda de prensa el cronograma electoral que regirá las elecciones regionales de Venezuela de 2021.
| N.º | Actividades                                        | Fechas                                    | Fechas                                    | Estatus   |
| N.º | Actividades                                        | Inicio                                    | Final                                     | Estatus   |
| --- | -------------------------------------------------- | ----------------------------------------- | ----------------------------------------- | --------- |
| 1   | Inscripción y actualización del registro electoral | 1 de junio de 2021                        | 15 de julio de 2021                       | Realizado |
| 2   | Elección de miembros de mesa                       | 2 de julio de 2021                        | 2 de julio de 2021                        | Realizado |
| 3   | Lapso de postulaciones                             | 9 de agosto de 2021                       | 4 de septiembre de 2021                   | Realizado |
| 4   | Lapso para modificaciones.                         | 8 de septiembre de 2021                   | 24 de septiembre de 2021                  | Realizado |
| 5   | Simulacro electoral                                | 10 de octubre de 2021                     | 10 de octubre de 2021                     | Realizado |
| 6   | Ferias electorales                                 | 13 de octubre de 2021                     | 13 de noviembre de 2021                   | Realizado |
| 7   | Campaña electoral                                  | 28 de octubre de 2021                     | 18 de noviembre de 2021                   | Realizado |
| 8   | Instalación de las mesas electorales               | 19 de noviembre de 2021 / 7:00am          | 19 de noviembre de 2021 / 7:00am          | Realizado |
| 9   | Constitución de Elecciones regionales 2021         | 21 de noviembre de 2021 / 6:00am a 6:00pm | 21 de noviembre de 2021 / 6:00am a 6:00pm | Realizado |

## Organizaciones participantes

### Gran Polo Patriótico

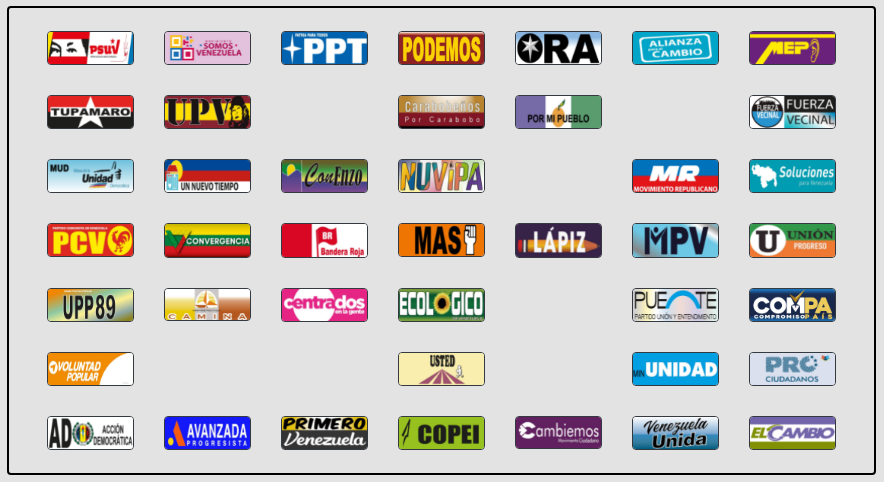
Pantalla electoral digital del estado Carabobo. En estos comicios el elector debe seleccionar la tarjeta del partido para ver los candidatos, y luego modificar y/o votar directamente.

Las primarias del Partido Socialista Unido de Venezuela (PSUV), el más grande dentro de la coalición oficialista Gran Polo Patriótico Simón Bolívar, tuvieron lugar el 8 de agosto de 2021. Las primarias estuvieron plagadas de diversas irregularidades y situaciones de violencia.

### Plataforma Unitaria
Henry Ramos Allup, secretario general de Acción Democrática, en representación del denominado G4, el grupo de partidos opositores más importantes compuestos además por, Primero Justicia, Voluntad Popular y Un Nuevo Tiempo, anunció el 31 de agosto de 2021 la participación de la Plataforma Unitaria en los comicios regionales con la tarjeta electoral de la Mesa de la Unidad Democrática, después de tres años sin haberlo hecho, en los que la oposición mayoritaria no participó en elecciones originado a la falta de condiciones democráticas y por habérsele inhabilitado la participación de su tarjeta MUD en enero de 2018, imposibilitando su participación en las elecciones presidenciales de 2018. La decisión de los principales partidos opositores de participar en la elección se consumó como resultado a las negociaciones en México, entre el gobierno de Nicolás Maduro y la oposición liderada por Juan Guaidó. Dentro de la coalición, La Causa Radical, Encuentro Ciudadano y Proyecto Venezuela decidieron no participar en las elecciones.

### Lista
| Coalición                          | Partido o movimiento                                                                                       |
| ---------------------------------- | --- |
| Gran Polo Patriótico Simón Bolívar | Partido Socialista Unido de Venezuela                                                                      |
| Gran Polo Patriótico Simón Bolívar | Movimiento Somos Venezuela                                                                                 |
| Gran Polo Patriótico Simón Bolívar | Patria Para Todos (facción intervenida)                                                                    |
| Gran Polo Patriótico Simón Bolívar | Por la Democracia Social                                                                                   |
| Gran Polo Patriótico Simón Bolívar | Movimiento Electoral del Pueblo (facción intervenida)                                                      |
| Gran Polo Patriótico Simón Bolívar | Unidad Popular Venezolana (facción intervenida)                                                            |
| Gran Polo Patriótico Simón Bolívar | Tupamaro (facción intervenida)                                                                             |
| Gran Polo Patriótico Simón Bolívar | Organización Renovadora Auténtica                                                                          |
| Gran Polo Patriótico Simón Bolívar | Alianza para el Cambio                                                                                     |
| Alianza Democrática                | Acción Democrática (facción intervenida)                                                                   |
| Alianza Democrática                | Comité de Organización Política Electoral Independiente (facción intervenida)                              |
| Alianza Democrática                | Avanzada Progresista                                                                                       |
| Alianza Democrática                | Voluntad Popular (facción intervenida)                                                                     |
| Alianza Democrática                | Primero Venezuela                                                                                          |
| Alianza Democrática                | Venezuela Unida                                                                                            |
| Alianza Democrática                | Prociudadanos                                                                                              |
| Alianza Democrática                | Esperanza por el Cambio                                                                                    |
| Alianza Democrática                | Cambiemos Movimiento Ciudadano                                                                             |
| Plataforma Unitaria de Venezuela   | Mesa de la Unidad Democrática - Acción Democrática - Voluntad Popular - Primero Justicia - Un Nuevo Tiempo |
| Plataforma Unitaria de Venezuela   | Movimiento por Venezuela                                                                                   |
| Plataforma Unitaria de Venezuela   | Convergencia                                                                                               |
| Alternativa Popular Revolucionaria | Partido Comunista de Venezuela                                                                             |
| Otros                              | Movimiento al Socialismo                                                                                   |
| Otros                              | Bandera Roja (facción intervenida)                                                                         |
| Otros                              | Unidad Política Popular 89                                                                                 |
| Otros                              | Unión y Progreso                                                                                           |
| Otros                              | Alianza del Lápiz                                                                                          |
| Otros                              | Partido Unión y Entendimiento                                                                              |
| Otros                              | Movimiento Ecológico de Venezuela                                                                          |
| Otros                              | Movimiento de Integridad Nacional - Unidad (facción intervenida)                                           |
| Otros                              | Compromiso País (facción intervenida)                                                                      |
| Otros                              | Nueva Visión para mi País (facción intervenida)                                                            |
| Otros                              | Movimiento Centrados en la Gente                                                                           |
| Otros                              | Movimiento Republicano (facción intervenida)                                                               |
| Otros                              | Fuerza Vecinal                                                                                             |

## Encuestas
Según una encuesta de Delphos en julio de 2021, al ser preguntados por su disposición a participar en los comicios, 12.3% respondió "Sí, seguro lo haré", 22.7% "Sí, quizás", 12.1% "No, quizás", y 53% "No, seguro no lo haré".

## Campaña

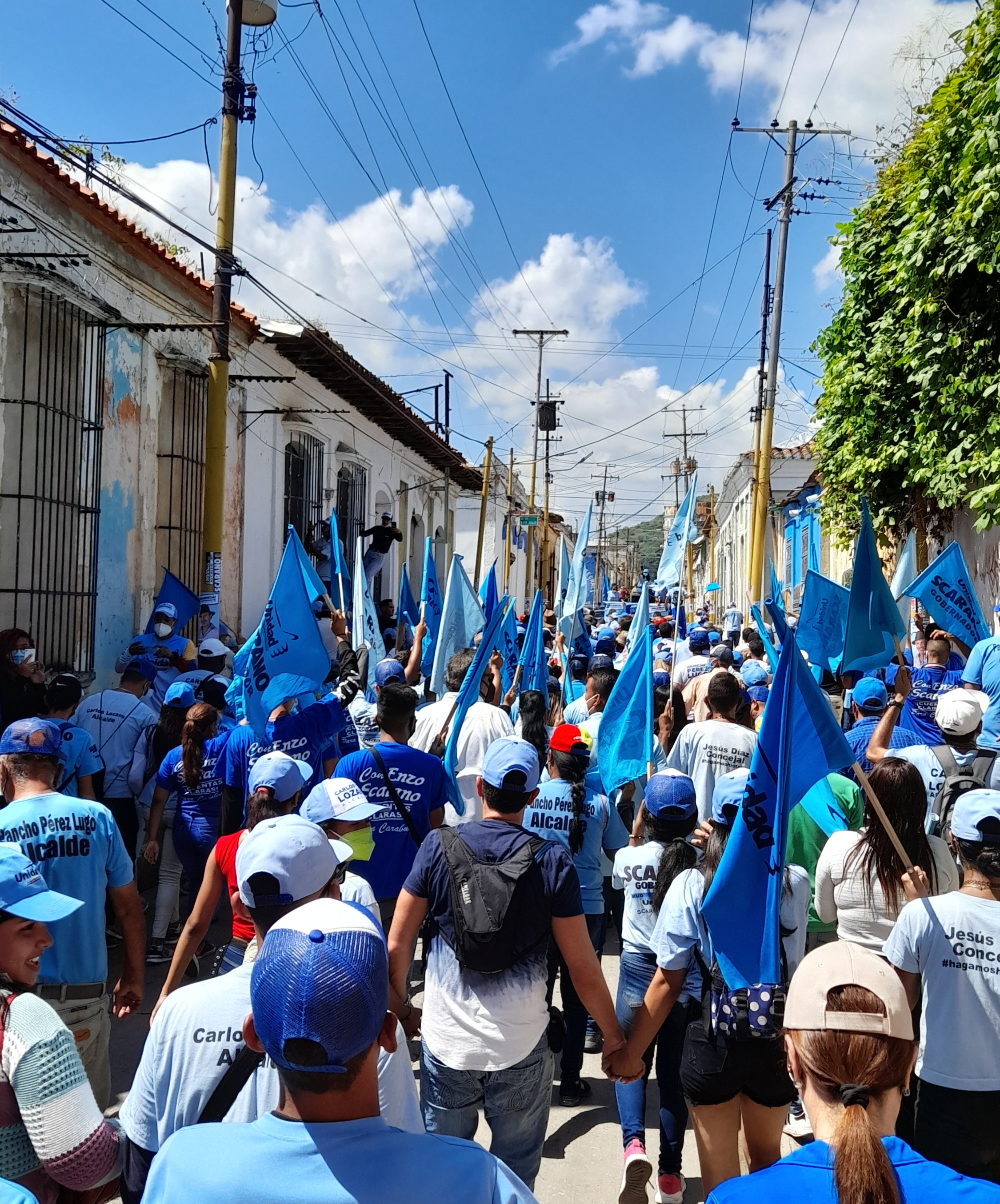
Marcha de la Plataforma Unitaria llevada a cabo en Valencia el 6 de noviembre.

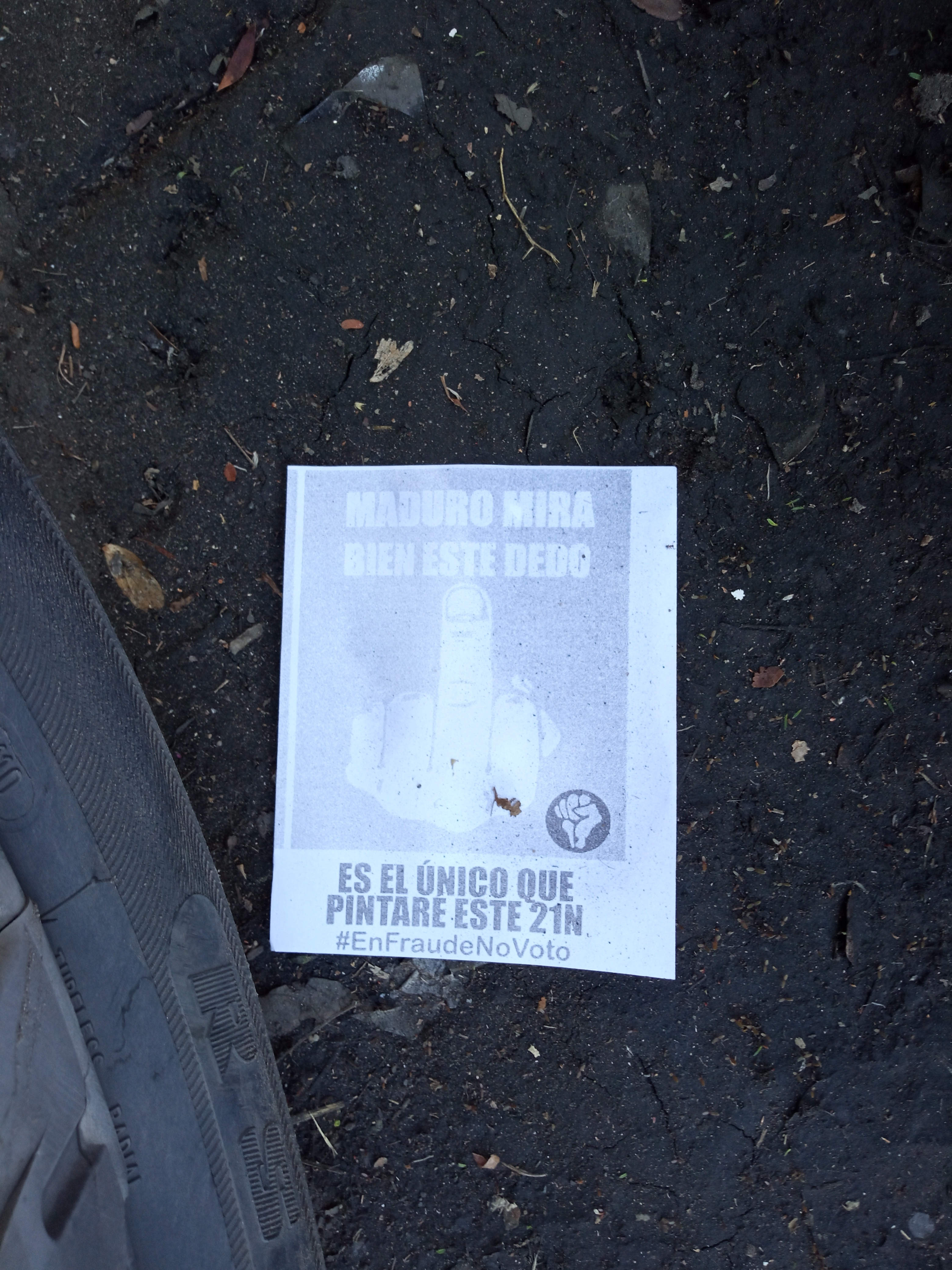
Propaganda a favor de la abstención repartida durante la campaña electoral.

En marco del inicio de la campaña electoral, el Consejo Nacional Electoral (CNE) aprobó la distribución de 2.000 fiscales electorales de los cuales 1.952 son fiscales regionales y 48 nacionales, y de acuerdo con lo comunicado por las autoridades electorales, estos deberán sustanciar cualquier irregularidad que se presente durante la campaña electoral y remitirla a la instancia correspondiente del CNE, para que se tomen las decisiones necesarias.
El presidente del CNE, Pedro Calzadilla, declaró que el ente electoral detectó ventajismo de propaganda electoral durante los primeros días de la campaña electoral, declarando que «ya comenzamos a identificar desequilibrios en los tiempos de exposición de los candidatos y de la propaganda que circula por las pantallas de televisión».
El 6 de noviembre el Consejo Nacional Electoral abrió procedimientos administrativos contra cuatro candidatos por violar la ley electoral. Las averiguaciones se abrieron contra el candidato David Uzcátegui y el partido Compromiso País (Compa), por el uso de niños en su propaganda electoral. También fue sometido a investigación de parte del ente electoral el candidato a gobernador de Aragua Luis Martínez por la Alianza Democrática por el uso de símbolos regionales en la campaña. La coalición opositora más grande, la Mesa de la Unidad Democrática igualmente le fue aplicado este procedimiento por usar símbolos nacionales en propaganda electoral. La decisión del CNE incluyó a Héctor Rodríguez, gobernador de Miranda, y al alcalde de Chacao, Gustavo Duque, por uso de recursos públicos en la campaña. El partido chavista Unidad Popular Venezolana (UPV) será investigado por exceder los tiempos permitidos de propaganda.
Las Naciones Unidas informaron que el 9 de noviembre empezó el despliegue de expertos electorales en Venezuela, conformado por tres integrantes, evaluando aspectos como el manejo de la campaña, la utilización de recursos públicos y el equilibrio en los medios de comunicación. A diferencia de la Misión de Observación Electoral de la Unión Europea, los expertos electorales enviados por las Naciones Unidas no ofrecerán declaraciones públicas sobre el desarrollo de los comicios o de sus resultados, y el informe elaborado con recomendaciones para reforzar futuros procesos electorales sería de acceso interno del Secretario General António Guterres.

### Inhabilitaciones
El 23 de octubre el CNE formalizó la inhabilitación de cuatro candidatos a alcaldes en el estado Portuguesa, por los municipios de Araure, Turén, Agua Blanca y San Genaro de Boconoíto, todos postulados por la alianza regional del "chavismo disidente". Reinaldo Quijada, coordinador nacional del partido Unidad Política Popular 89, declaró que la inhabilitación de los candidatos era una jugada del PSUV desde la Contraloría General para debilitar a la candidatura de la gobernación disidente.
El 17 de noviembre el Consejo Nacional Electoral (CNE) ejecutó la inhabilitación de seis nuevas candidaturas del Partido Comunista de Venezuela (PCV) y la Alternativa Popular Revolucionaria (APR): Jesús Chópite y Daniel Romero, candidatos a las alcaldías de los municipios Padre Pedro Chien y Sifontes en el estado Bolívar, Gabriel Rodríguez, candidato a la alcaldía del municipio Libertador del estado Sucre, Marisol Marquina, candidata al concejo municipal de José Ángel Lamas (Aragua); Hubby Rodríguez, candidato al concejo municipal de Valencia (Carabobo) y Richard Caraballo, candidato concejo municipal de Libertador (Sucre).
Las inhabilitaciones se sumaron a otras ocho antes realizadas ya ejecutadas por el CNE, totalizando 14 candidatos del PCV excluidos del proceso electoral para esa fecha. El PCV denunció que las inhabilitaciones se llevan a cabo fuera del lapso establecido, describiéndolas como extemporáneas, ilegales y arbitrarias e sosteniendo que era partido es el más afectado por este tipo de medidas en su contra.
Para el 20 de noviembre, más del 50% de los candidaturas inhabilitadas para las elecciones pertenecían al "chavismo disidente", 15 aspirantes. Para la fecha, un total de 23 candidatos habían sido inhabilitados.

### Disputa entre David Uzcátegui y Carlos Ocariz
Desde la precampaña y especialmente desde que la campaña electoral inició el 28 de octubre, los candidatos opositores a la gobernación de Miranda, David Uzcátegui, exconcejal de Baruta y nominado de Fuerza Vecinal y Carlos Ocariz, exalcalde del municipio Sucre, candidato de la Mesa de la Unidad Democrática han tenidos roces públicos especialmente en redes sociales en torno a unificar la candidatura. Previamente se habían realizado cuatro encuestas, de las cuales tres habían sido ganadas por Uzcátegui pero no fueron aceptadas por Ocariz. El 1 de noviembre Carlos Ocariz propuso el nombramiento de garantes de «altísimo nivel» que estén presentes en una negociación por una candidatura unitaria entre los dos opositores. Ese mismo día Ocariz calificó de «derroche» la campaña de Uzcátegui por su ostentosidad y pidió la procedencia de los fondos.
Poco después, el 4 de noviembre, Ocariz invitó a David Uzcátegui a llegar a un acuerdo para ese mismo día, citándolo en la Asociación de Vecinos de Santa Rosa de Lima para tener un «cónclave», una negociación privada cara a cara. Uzcátegui no asistió a la invitación de Ocariz y calificó su mensaje como una «provocación y una falta de respeto», afirmando que su equipo se ha dedicado «salvar cuatro municipios de las garras del oficialismo: Baruta, Chacao, El Hatillo, Los Salias», ya que Fuerza Vecinal gobierna en los mismos.
Un día antes de la invitación de Ocariz, Uzcátegui había confirmado reuniones entre ambos equipos de campaña para llegar a una unificación de la candidatura. Para Guillermo Tell Aveledo: «Dadas las perspectivas actuales, lo más probable es que haya un estrecho margen de victoria de parte del gobernador Héctor Rodríguez, porque aunque él está rezagado en algunas encuestas, al momento de la movilización política, el chavismo es mucho más organizado y tiene muchos más recursos que la oposición». Ambos candidatos publicaron encuestas llevadas a cabo por empresas independientes en las que se muestran ganadores ante el chavista Héctor Rodríguez.
Ocariz representante de la MUD se retiró de la contienda el 11 de noviembre, convirtiendo a David Uzcátegui en candidato de la oposición mayoritaria. La Mesa de la Unidad Democrática hizo la solicitud para reemplazar a Ocariz por Uzcátegui, pero el Consejo Nacional Electoral rechazó la modificación por haberla recibido vencido el plazo establecido en el cronograma.
Dado que la solicitud se recibió fuera del plazo, los votos en las tarjetas vinculadas a la renuncia serán nulos en Miranda debido a que no se procesó la sustitución, incluyendo las tarjetas MUD, Convergencia, Movimiento por Venezuela y Un Nuevo Tiempo. Sin embargo, participó de forma indirecta como candidato, según los resultados divulgados por el Consejo Nacional Electoral en su página web.

### Independientes por Lacava
El 31 de octubre de 2021 se hizo viral un vídeo publicado por el partido político regional «Carabobeños por Carabobo», el cual llamaba a los votantes independientes a votar por el gobernador del estado Rafael Lacava, del Partido Socialista Unido de Venezuela. Dicho partido se ha caracterizado por tener una estrategia comunicacional parecida a la usada por la oposición tradicional: usar el color azul en su propaganda electoral, apelar a la clase media de la ciudad y no a las zonas populares, e incluso desprenderse de la histórica figura del oficialismo en tiempos de elecciones, Hugo Chávez. Para Calarca Mejías, esta estrategia política protagonizada por Lacava y Carabobeños por Carabobo ha llevado a votantes opositores al chavismo del norte de la ciudad, la parroquia San José, y los municipios Naguanagua y San Diego a apoyar al gobernador carabobeño, pues «ven en Lacava la oportunidad de que se mejoren las condiciones de vida y los espacios comunitarios. Su gestión le ha dado confianza al elector». Esta narrativa ha llamado la atención en el marco de las elecciones, pues se desprende de la narrativa electoral generalmente conflictiva e incendiaria que han protagonizado algunos dirigentes chavistas en el pasado con los votantes opositores.

### Agresiones
Lenin Enrique Tirado Viloria, candidato como alcalde al municipio Rafael Rangel (estado Trujillo) por el partido Centrados en la Gente, denunció que en la madrugada del 10 de noviembre sujetos a bordo de una motocicleta y un carro dispararon contra su vivienda. Tanto Lenin como su familia resultaron ilesos.
El 17 de noviembre Raúl Yusef, candidato a la gobernación del estado Bolívar por la coalición Mesa de la Unidad Democrática, abofeteó a Américo de Grazia, candidato por el Movimiento Ecológico, al frente de la jefa de la Misión de Observación Electoral de la Unión Europea, Isabel Santos.
El 18 de noviembre el candidato a la alcaldía de Acevedo en el estado Miranda, Pedro Nizama, denunció que tanto él como su familia recibieron amenazas de muerte con el propósito de que declinara su postulación. A pesar de las amenazas, Nizama declaró que mantendría su candidatura.

## Irregularidades

### Instalación de las mesas electorales
Muchas han sido las denuncias del día viernes 19 de noviembre cuando se instalaron los centros de votación en sectores de Mérida y Zulia, donde miembros accidentales suplantaron a los miembros titulares, también denunciaron que coordinadores del CNE negaba el acceso a miembros titulares de la oposición, en ciertas mesas se llenaron las actas que serían usadas para el día domingo, con los presentes del día viernes. Por otro lado en un centro electoral en Apure una representante del CNE se negaban a dejar entrar a los testigos de mesa. En Nueva Esparta se perdió la memoria removible de la computadora. En Táchira, los puentes binacionales fueron cerrados por cuatro días, hasta el día lunes, en Zulia dos miembros de mesa fueron golpeados y en algunas mesas no se presentaron hasta tarde los miembros de mesa. La coordinadora regional del CNE Táchira, María Lineros, informó que quedó pendiente por instalar el 5% de la mesas.

### Denuncias en Táchira
El 6 de noviembre Miguel Reyes, secretario general de Acción Democrática, denunció ante el CNE el uso de propaganda electoral en centros de salud del estado Táchira, lo que constituye un delito electoral.
Fernando Andrade, candidato a la gobernación del Táchira por la MUD, entregó denuncias a observadores internacionales y denunció ante los representantes de la Misión de Observación Electoral de la Unión Europea en el estado supuestos delitos electorales cometidos por Freddy Bernal, candidato por el PSUV y designado como protector estatal, declarando que Bernal ha abusado de los recursos y bienes estatales durante la campaña.

### Durante la jornada electoral
Las elecciones finalizaron con el saldo de un ciudadano asesinado en el estado Zulia cuando hacia fila para las elecciones, entre otras irregularidades en diferentes lugares.
La Misión de la  Unión Europea dio su informe preliminar, durante la campaña se observó el abuso de recursos del Estado en beneficio de los candidatos chavistas. También se observó la suspensión de algunos candidatos por parte del contralor general por una ley controversial, el informe final se dará en enero del próximo año

### Detención civil de alcaldes y concejales
En Canagua, municipio Arzobispo Chacón, estado Mérida es liberado después de ser detenido por el Sebin el alcalde electo Omar Fernández y otros cuatro miembros de su equipo al tratar de impedir que saquearan la alcaldía los perdedores revolucionarios. El rector del CNE Roberto Picón rechazó la detención arbitraria.
En el estado Guárico intentan detener a la alcaldesa del municipio Juan Germán Roscio y a la juez que actuaba en la juramentación de la electa Sulme Ávila debido ante la negativa del Consejo Municipal de realizar tal acto.

### Alcaldías desmanteladas
Cinco alcaldías han sido desmanteladas después de los resultados de las elecciones regionales del 21 de noviembre, luego de que el Consejo Nacional Electoral (CNE) anunciara, en varios estados del país se han reportado saqueos de alcaldías. Hasta la fecha, los hechos irregulares se han registrado en la alcaldía San Francisco del estado Zulia, Alcaldía de El Callao en el estado Bolívar, en las alcaldías Uracoa y Bolívar en el estado Monagas y en la Alcaldía del municipio Zamora en Guatire del estado Miranda. en todas sustrajeron muebles y equipos.

### Totalización en Barinas
Desde el día de las elecciones hasta el 28 de noviembre se desconoció el conteo absoluto de los votos en Barinas, pues las tres actas que faltaban por escrutar estaban en posesión del general de división José Rafael Serrano Gotera, correspondientes al Municipio Arismendi, comandante de la ZODI 32, quien se negaba a entregarlas. El 28 de noviembre de 2021, las actas fueron entregadas a la Junta Nacional Electoral del CNE, la cual asumió la totalización. Dos actas han aparecido, una se ha mantenido desaparecida.
Un día después el exdiputado Adolfo Superlano, del partido MIN-Unidad (quien no está relacionado con Freddy Superlano), interpuso un recurso ante el Tribunal Supremo de Justicia relacionado con la elección del gobernador y la alcaldía. Como respuesta al amparo, el Tribunal Supremo suspendió la totalización de los votos, al igual que la proclamación del gobernador del estado. Para entonces, las proyecciones del CNE favorecían al candidato opositor Freddy Superlano, del 37,60 %, frente al 37,21 % de votos obtenidos por el candidato oficialista Argenis Chávez. Esta sería la primera vez desde las elecciones de 1998 que alguien ajeno a la familia de Hugo Chávez gana la gobernación de Barinas. Freddy Superlano quedó suspendido de ocupar cargos públicos ante la denuncia de Adolfo Superlano según la resolución N° 78-2021 expuestos a la supuesta existencia de procedimientos y averiguaciones administrativas y penales a pesar de haber sido indultado en el 2020, mediante decreto N° 4277, según gaceta oficial extraordinaria N° 6569. El TSJ ordenó que las elecciones se repitieran el 9 de enero.
Freddy Superlano calificó como «un adefesio jurídico» la decisión del TSJ y que «está deslegitimando al CNE». El gobernador Argenis Chávez renunció a la gobernación el 29 de noviembre y declinó de participar en las venideras elecciones de 2022. En una entrevista televisada el rector del CNE Roberto Picón reveló que la gobernación de Barinas la ganó por 130 votos Freddy Superlano, además de que nunca llegó una sentencia judicial firmada que justifique inhabilitar personas durante las elecciones de Barinas.

### Retiro de observadores de la UE
El gobierno a través del Ministerio de Relaciones Exteriores y del Consejo Nacional Electoral retiraron credenciales y notificaron antes del término del programa de observación electoral del día 13 de diciembre a la delegación de la Unión Europea, que venía entrevistando y dando seguimiento a las impugnaciones, a quienes les negaron prolongar la visa. Todo esto ocurrió debido a un informe preliminar entregado por la delegación en la cual observaban ciertas deficiencias e irregularidades del proceso a lo que Nicolás Maduro respondió acusándolos de espías.

### Reacción contra gobernación opositora
El gobierno nacional retiró a la gobernación del Zulia el control de peajes y aeropuertos para que sea administrado por Fontur según gaceta oficial N° 42.261 de fecha 23 de noviembre. Anteriormente durante el gobierno de Pablo Pérez Álvarez en 2009, se le quitó al gobierno del Zulia la conducción administrativa de los peajes, el aeropuerto y el puente, y fue devuelta en 2018 a Omar Prieto.

## Proceso
El 19 de noviembre, el vicepresidente del Consejo Nacional Electoral (CNE), Enrique Márquez, declaró que los observadores internacionales no pueden dictaminar si hay violaciones en el proceso electoral ni hacerlas públicas.
El día de las elecciones, una votante fue detenida por romper su boleta electoral en el centro electoral Expedito Cortés de Carora, en el estado Lara. La mujer denunció que pulsó para votar por la Mesa de la Unidad Democrática (MUD) y la máquina de votación le registró en la papeleta el voto por el Partido Socialista Unido de Venezuela (PSUV).
La ONG Espacio Público denunció que «hasta las 12:00 (16:00 GMT) registramos 26 violaciones del derecho a la libertad de expresión, en un total de 11 casos en (los estados) Lara, Táchira, Mérida y Nueva Esparta a media jornada del 21 de noviembre». Espacio Público declaró que 25 personas fueron víctimas de estos casos, en los que «la intimidación fue el hecho más repetitivo» en la jornada.
En el municipio San Francisco, estado Zulia, un joven murió y otras dos fueron heridas luego de que personas armadas a bordo de camionetas blancas dispararan contra el centro de votación Colegio Eduardo Emiro Ferrer. El escolta del alcalde chavista de San Francisco fue detenido por el asesinato. El diputado al consejo legislativo de Zulia, Eduardo Labrador, denunció haber sido agredido por colectivos armados que irrumpieron en el comando de campaña de la MUD en el municipio San Francisco. En el centro de votación Unidad Educativa Arquidiocesana “Madre Laura” motorizados armados realizaron disparos al aire. Después del cierre de mesas de votación en Zulia, una camioneta embistió contra un grupo de opositores que celebraban frente a la casa de la candidata de la MUD, resultando en once heridos y una niña muerta.
En el estado Vargas se denunció que se estaban circulando falsos volantes del candidato opositor José Manuel Olivares con la intención de confundir a electores, haciendo creer que el candidato tiene el apoyo de la tarjeta de Acción Democrática (AD), partido que fue intervenido por el Tribunal Supremo de Justicia. Las tarjetas habilitadas para votar por Olivares fueron los de la MUD, Un Nuevo Tiempo, Convergencia, Fuerza Vecinal, Nuvipa, MAS, MPV, Centrados, Ecológico, Puente y Compa.
La ONG Foro Penal denunció más de diez detenciones durante las elecciones: dos en Portuguesa, uno en Barinas, dos en Zulia, cuatro en Aragua y cuatro en Nueva Esparta.
La Misión de Observación Electoral de la Unión Europea indicó en su informe preliminar que las elecciones se vieron marcadas por falta de independencia judicial y del Estado de derecho, inhabilitaciones políticas arbitrarias y el uso de recursos públicos para la campaña, a pesar de tener un árbitro electoral más balanceado y de mejoras comparado a elecciones anteriores. La Misión de Observación informó que presentaría un informe final en enero. Diosdado Cabello rechazó el informe preliminar durante su programa Con el Mazo Dando, acusando a la misión de tener "el informe hecho", y calificó de "mentirosa" y "racista" a Isabel Santos. También atacó al rector Roberto Picón y lo calificó de "chismoso", presuntamente por pasar información a la jefa de la Misión de Observación Electoral.

## Resultados
Tras 6 horas del cierre de las mesas, el Consejo Nacional Electoral difundió un primer boletín oficial con un 90.21% de actas transmitidas, en donde el PSUV obtuvo un total de 18 gobernaciones y la alcaldía de la ciudad de Caracas, mientras que la oposición aglutinada en la Mesa de la Unidad y en Fuerza Vecinal alcanzaron la victoria en 3 entidades federales (Cojedes, Nueva Esparta y Zulia). La participación electoral fue del 41.80% hasta las 12:01 horas. En Barinas y en Apure, aunque se anunció como ganador a candidatos del oficialismo, el rector Roberto Picón advirtió que no hay un resultado oficial en ambos estados. Posteriormente, en Apure resultó ganador Eduardo Piñate, mientras que en Barinas todavía no hay un resultado final. A raíz de la suspensión de la totalización de votos y la convocatoria de nuevas elecciones para el 9 de enero, Barinas pasa a ser el único estado en donde no se definió un ganador a la gobernación. 
En horas de la tarde del 22 de noviembre, el CNE entregó un segundo boletín con el reporte de 99.20% de actas totalizadas, en donde la participación en los comicios fue del 42.26%; así mismo se dio a conocer que para la elección de alcaldes y alcaldesas 322 de 335 cargos ya eran adjudicables, de los cuales el PSUV y sus aliados del Gran Polo Patriótico ganaron 205 alcaldías, la oposición logró alcanzar la victoria en 96 municipios de los cuales 59 correspondían a la Unidad y 37 para la Alianza Democrática, y otras organizaciones políticas obtuvieron 21 alcaldías.

### Gobernadores
En oscuro, los candidatos ya proclamados como ganadores oficialmente por el Consejo Nacional Electoral.
El TSJ ordeno suspender la totalización de votos del estado Barinas y repetir la elección para el domingo 9 de enero de 2022.
| Estado        | Electores  | Candidato PU            | Votos     | %      | Candidato GPPSB          | Votos     | %      | Candidato alternativo (sin apoyo de la PU) | Votos     | %      | Votantes escrutados |
| ------------- | ---------- | ----------------------- | --------- | ------ | ------------------------ | --------- | ------ | ------------------------------------------ | --------- | ------ | ------------------- |
| Amazonas      | 115 412    | Mauligmer Baloa         | 13 098    | 26,22% | Miguel Rodríguez         | 19 842    | 39,71% | José Alvarez                               | 7 978     | 15,97% | 51 083              |
| Anzoátegui    | 1 148 628  | Antonio Barreto Sira    | 101 320   | 20,41% | Luis José Marcano        | 231 954   | 46,72% | José Brito                                 | 139 217   | 28,04% | 501 618             |
| Apure         | 374 382    | Luis Lippa              | 72 684    | 41,97% | Eduardo Piñate           | 76 483    | 44,17% | Ronald Torres                              | 10 996    | 6,34%  | 174 524             |
| Aragua        | 1 295 599  | Henry Rosales           | 30 187    | 6,05%  | Karina Carpio            | 257 489   | 51,60% | Luis Martinez                              | 100 398   | 20,12% | 505 038             |
| Barinas       |            | Freddy Superlano        |           |        | Argenis Chávez           |           |        |                                            |           |        |                     |
| Bolívar       | 1 052 468  | Raúl Yusef              | 78 996    | 20,74% | Ángel Marcano            | 163 333   | 42,88% | José Hérnandez                             | 55 168    | 13,17% | 384 645             |
| Carabobo      | 1 667 423  | Vicencio "Enzo" Scarano | 148 679   | 24,42% | Rafael Lacava            | 333 919   | 54,85% | Javier Bertucci                            | 76 004    | 12,48% | 615 014             |
| Cojedes       | 271 960    | Alberto Galíndez        | 71 058    | 48,33% | Nosliw Rodríguez         | 54 975    | 37,39% | Dennis Fernandez                           | 19 204    | 13,06% | 148 123             |
| Delta Amacuro | 129 876    | Bernarda Suárez         | 4 913     | 8,32%  | Lizeta Hernández         | 36 203    | 61,28% | Felipe Gomez                               | 13 243    | 22,41% | 59 524              |
| Falcón        | 716 117    | Eliezer Sirit           | 111 116   | 33,13% | Victor Clark             | 144 181   | 42,98% | Daniel Barrios                             | 51 219    | 15,27% | 337 739             |
| Guárico       | 559 988    | Giovanni Salazar        | 30 712    | 12,17% | José Manuel Vásquez      | 118 469   | 46,95% | Octavio Orta                               | 95 457    | 37,83% | 254 917             |
| Lara          | 1 351 835  | Luis Florido            | 41 898    | 7,47%  | Adolfo Pereira           | 260 864   | 46,53% | Henri Falcón                               | 229 916   | 40,98% | 567 062             |
| Mérida        | 640 961    | Ramón Guevara           | 97 862    | 34,21% | Jehyson Guzmán           | 116 648   | 40,77% | Edgar Marquez                              | 65 134    | 22,77% | 288 610             |
| Miranda       | 2 232 510  | David Uzcátegui         | 341 248   | 40,41% | Héctor Rodríguez         | 408 974   | 48,44% | Juan Alvarado                              | 46 057    | 5,45%  | 888 230             |
| Monagas       | 678 579    | Piero Maroun            | 130 464   | 40,11% | Ernesto Luna             | 150,327   | 46,22% | Belia Benitez                              | 15 214    | 4,68%  | 327 439             |
| Nueva Esparta | 386 891    | Alfredo Díaz            | 28 166    | 14,53% | Dante Rivas              | 76 025    | 39,21% | Morel Rodríguez                            | 82 355    | 42,48% | 195 658             |
| Portuguesa    | 669 107    | María Beatriz Martínez  | 64 538    | 20,53% | Antonio Primitivo Cedeño | 143 859   | 45,76% | José Ruiz                                  | 42 292    | 13,45% | 316 864             |
| Vargas        | 312 618    | José Manuel Olivares    | 63 703    | 41,91% | José Terán               | 76 324    | 50,21% | Luis Olivo                                 | 6 330     | 4,15%  | 154 965             |
| Sucre         | 695 150    | Robert Alcalá           | 29 129    | 8,68%  | Gilberto Pinto           | 158 124   | 47,13% | Ramón Martinez                             | 104 241   | 31,07% | 338 188             |
| Táchira       | 893 057    | Fernando Andrade        | 54 960    | 16,28% | Freddy Bernal            | 138 717   | 41,10% | Laidy Gomez                                | 135 277   | 40,08% | 341 151             |
| Trujillo      | 556 272    | Carlos González         | 72 923    | 28,45% | Gerardo Márquez          | 106 798   | 41,67% | José Hernandez                             | 34 861    | 13,60% | 257 743             |
| Yaracuy       | 471 531    | Biagio Pilieri          | 75 133    | 31,10% | Julio León Heredia       | 112 718   | 46,65% | Miguel Ponente                             | 30 938    | 12,80% | 243 914             |
| Zulia         | 2 611 256  | Manuel Rosales          | 593 493   | 54,83% | Omar Prieto              | 409 264   | 37,81% | Alexander Cordero                          | 32 419    | 2,99%  | 1 523 629           |
| Total         | 21 159 846 | Total PU                | 2 255 740 | 25,23% | Total GPPSB              | 3 595 490 | 40,22% | Candidato alternativo                      | 1 393 918 | 15,59% |                     |

### Alcaldías
| Partido                                                 | Alcaldías |
| ------------------------------------------------------- | --------- |
| Partido Socialista Unido de Venezuela                   | 212       |
| Mesa de la Unidad Democrática                           | 61        |
| Acción Democrática                                      | 22        |
| Fuerza Vecinal                                          | 10        |
| Comité de Organización Política Electoral Independiente | 9         |
| Unión y Progreso                                        | 4         |
| Avanzada Progresista                                    | 2         |
| Voluntad Popular                                        | 2         |
| Cambiemos Movimiento Ciudadano                          | 2         |
| Alianza del Lápiz                                       | 2         |
| Esperanza por el Cambio                                 | 1         |
| Primero Venezuela                                       | 1         |
| Compromiso País                                         | 1         |
| Movimiento Ecológico de Venezuela                       | 1         |
| Movimiento Centrados en la Gente                        | 1         |
| Partidos regionales                                     | 3         |
| Total                                                   | 335       |
| Fuente: El Nacional                                     |           |

## Reacciones

### Nacionales
La posición de la mayoría opositora venezolana rechazó el nuevo Consejo Electoral al considerarlo ilegítimo, y desconociéndolo al no haber sido nombrado por la Asamblea Nacional presidida por Juan Guaidó, quien lo califica como «un paso al desastre y a la división de los ciudadanos». Posteriormente Guaidó presentó un «acuerdo de salvación nacional» proponiendo la negociación con Nicolás Maduro de un cronograma de elecciones libres y justas, con observación y respaldo internacional a cambio de un levantamiento condicionado de las sanciones internacionales. El dirigente Henrique Capriles consideró al nuevo CNE como un «primer paso indispensable» para «abrir caminos de cara a la democracia y reconstrucción política de Venezuela». Fedecámaras expresó en un comunicado que la designación «es un paso importante en la difícil pero necesaria tarea de recuperar la confianza del voto y la garantía de los procesos electorales del país». La plataforma civil Foro Cívico consideró a la designación como «un primer paso para recuperar el voto».
Antonio Ledezma, ex alcalde metropolitano de Caracas en el exilio, tuiteó: «Los jefes de la FARC, del ELN y de Hezbollah, serán los 'observadores internacionales' que Maduro autorizará para que supervisen sus elecciones regionales. Está más que comprobado que Venezuela, desgraciadamente, es la madriguera de esas mafias. Y en los EEUU y en Europa lo saben».
La organización no gubernamental Súmate exigió que se detuviera el ventajismo electoral y se previniera en las vísperas de la campaña formal de los candidatos, advirtiendo que los "artículos 145 de la Constitución; 75 de la Ley Orgánica de Procesos Electorales (Lopre), 13 y 70 de la Ley Contra La Corrupción y el 221 y 257 del Reglamento General de la Lopre" prohíben la campaña electoral adelantada, la participación de funcionarios públicos en la campaña y el uso de sus cargos y recursos públicos. Súmate también recomendó que se retomara la figura de los fiscales de control de la campaña electoral, la cual dejó de usarse después de 2012. Expertos electorales también pidieron que se cumplieran las medidas de prevención contra el COVID-19.
Organizaciones feministas solicitaron revocar la candidatura Christopher Costant, ratificado por el PSUV para la alcaldía del municipio Germán Roscio en el estado Guárico, advirtiendo que se encontraba imputado por el Ministerio Público por agredir física y psicológicamente a la periodista Virmalia García, su expareja.
La Red Electoral Ciudadana, que incluye a organizaciones como el Centro de Justicia y Paz (CEPAZ), el Movimiento Ciudadano Dale Letra, el Observatorio Global de Comunicación y Democracia (OGCD), la Red OSC Sinergia AC y Voto Joven, presentó un informe después de los comicios en el que destaca que si bien «por primera vez en los últimos 20 años, el gobierno venezolano permitió (...) la incorporación al ente electoral de cinco rectores no vinculados al oficialismo» y valoraron la decisión de los principales partidos de oposición de inscribir candidatos, volvieron a ponerse en evidencia las «graves limitaciones que, en materia de equidad, competitividad y derechos políticos, padecen las elecciones venezolanas», como el amplio uso del poder ejecutivo de la figura administrativa conocida como la «inhabilitación política» para impedir la participación en los comicios de candidatos opositores, al igual que en procesos electorales de años anteriores; el uso de recursos y bienes públicos para fines proselitistas durante el desarrollo de la campaña electoral, en el cual el Consejo Nacional Electoral se vio incapaz de sancionar, y la presencia de los llamados «puntos rojos».

### Internacionales
- Organización de Estados Americanos: La OEA condenó la nueva conformación del Consejo Nacional Electoral, sosteniendo que las designaciones «son contrarias al Estado de derecho democrático y la independencia de los poderes políticos del Estado».[161]
- Unión Europea: Peter Stano, portavoz principal del SEAE, servicio que dirige el alto representante de la Política Exterior de la UE, Josep Borrell, dijo que la designación «es un primer paso y parte de un proceso que seguiremos evaluando».[162]
- Estados Unidos: Julie Chung, subsecretaria interina adjunta del Departamento de Estado para el hemisferio occidental, dijo que «dependerá de los venezolanos decidir si esto contribuye a unas elecciones libres y justas».[163]
- España: el Ministerio de Asuntos Exteriores de España dijo que ve «un primer paso» en la inclusión de rectores independientes en el CNE de Venezuela a falta de más medidas.[164]
- Josep Borell en opinión personal afirmó "lo que legitimará o deslegitimará al gobierno de Nicolás Maduro será lo que diga el informe elaborado por la misión"[165] El CNE describió la declaración de Borell como injerencista a través de un documento firmado por los cinco rectores.[166][167]